# Escadron de transport 44 Mistral

L'escadron de transport et d'entraînement 44 Mistral est une ancienne unité de combat de l'armée de l'air française. Il était installé sur la Base aérienne 114 Aix-Les-Milles puis la Base aérienne 701 Salon-de-Provence.

## Bases
- Base aérienne 114 Aix-Les-Milles
- Base aérienne 701 Salon-de-Provence

## Appareils
- MS-760 Paris jusqu'en 1984
- EMB-121 Xingu de 1984 à 1994
- MH-1521 Broussard jusqu'en 1987
- TBM700 à partir de 1994
- Nord 262 jusqu'en 2000